# 中国科学技术大学校区
中国科学技术大学本部（不含苏州、上海等各地的研究院）校园面积为145万平方米，校舍建筑面积92万平方米。校园共分为东、西、南、北四个校区，科大的学生和老师习惯以东区、西区、南区和北区来称呼各个校区。校区之间通过免费的校园巴士（需刷卡）连接。学校的院系和科研机构主要集中在东、西两个校区。

## 东校区

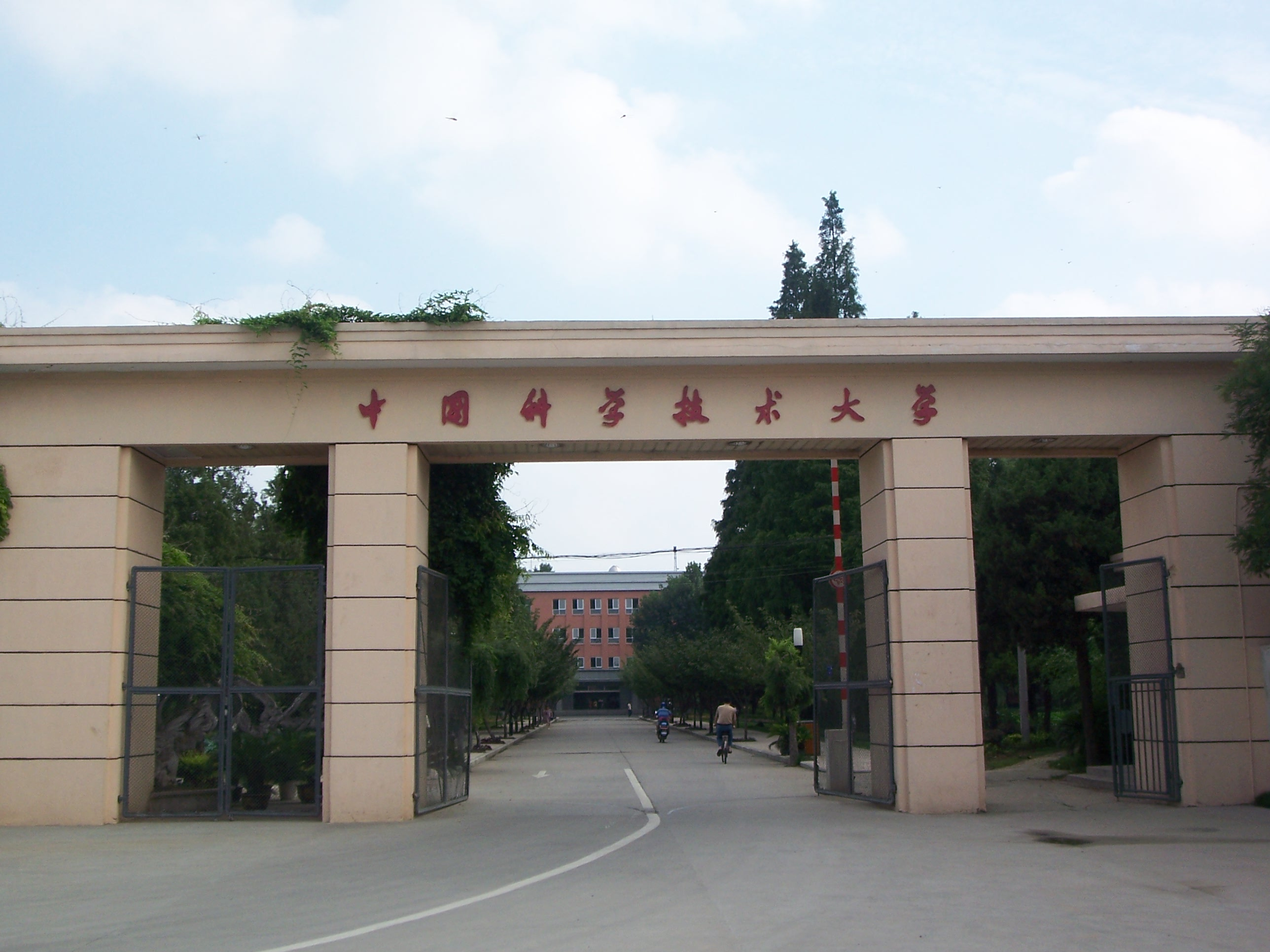
东校区北门

东校区位于合肥市金寨路，是1970年代科大迁至合肥时的校区，常常又被称为老校区。目前东校区是学校行政单位、校医院和附属幼儿园（附属基础教育集团的一部分）所在地，也包括了少年班、数学科学学院、物理学院、化学与材料科学学院、地球和空间科学学院、管理学院、人文与社会科学学院等教学单位。东区理化大楼是微尺度物质科学国家实验室的主要所在地。

## 西校区

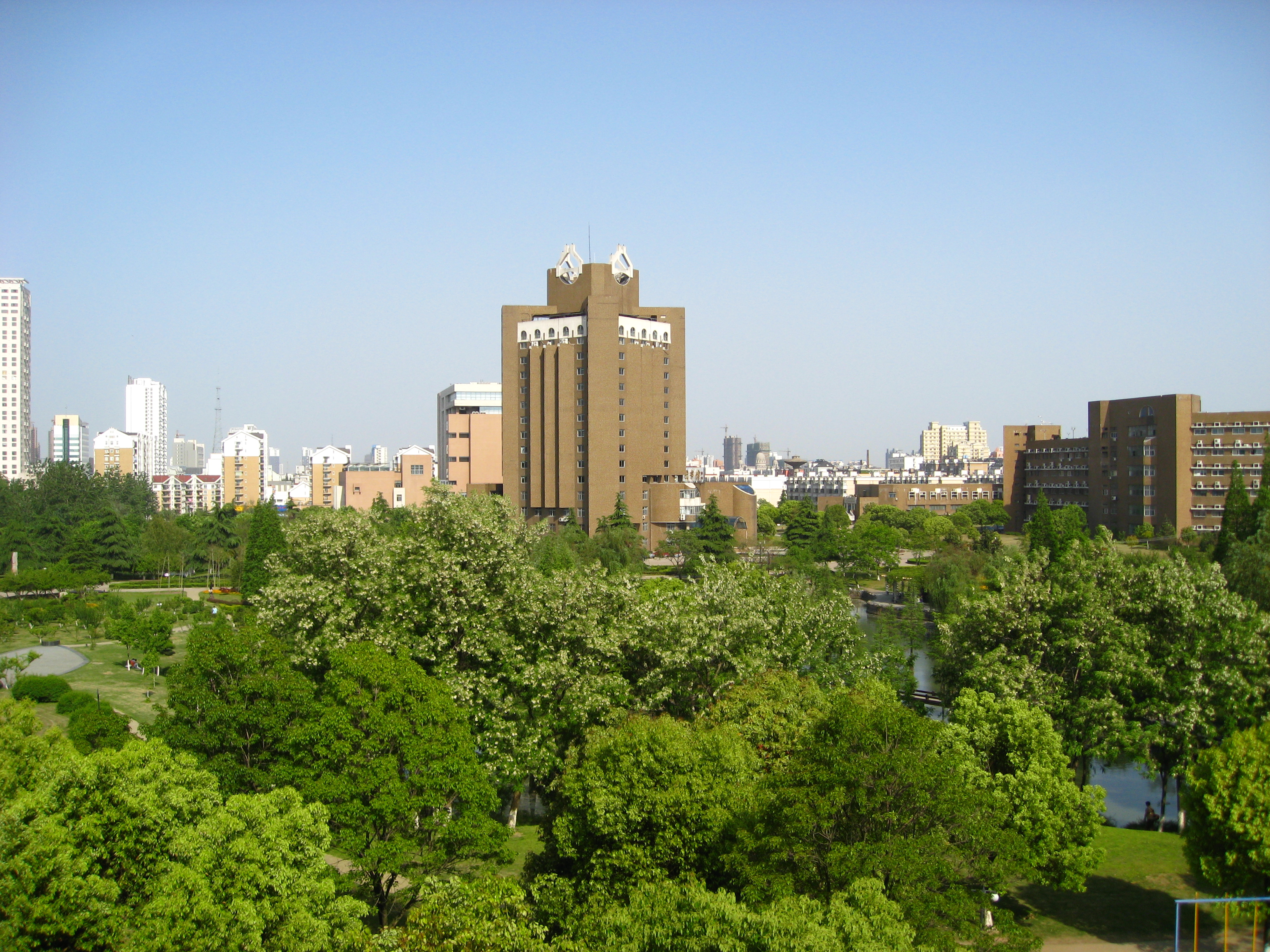
西校区图书馆

西校区位于合肥市黄山路，在东校区以西，于1986年度动土兴建。西校区内有生命科学学院、工程科学学院、信息科学技术学院、计算机科学与技术学院、核科学技术学院等教学单位。西校区也是中科大标志性建筑——主图书馆以及国家同步辐射实验室和微尺度物质科学国家实验室的“生物大分子结构与功能研究部”和“Bio-X交叉科学研究部”的所在地。

## 北校区
北校区位于合肥市金寨路和黄山路交界处，和东校区隔金寨路相望。北校区内为继续教育学院以及部分教职工宿舍。

## 南校区
南校区位于合肥市徽州大道。该校区是从前的合肥经济技术学院校园，划入科大后成为科大的南校区。南校区内有软件学院和管理学院的一部分（MBA/MPA中心）。原位于东校区的附属中学（附属基础教育集团的一部分）于2012年和2013年分两批迁入南校区。其南侧的“科大花园”是科大教职工的主要居住区之一。

## 中校区
2012年，合肥市政府将合肥学院北校区教学区中约120亩土地拨给中国科大，学校将在新征土地上建设中校区，使之成为衔接东、西校区的枢纽。目前，理化中心和学生公寓已建成并投入使用。贯通东校区和中校区的金寨路地下通道也已开放，同时中校区在肥西路设有入口，至此东西中三个校区连成一体。